# Amiserica shizumui
Amiserica shizumui är en skalbaggsart som beskrevs av Kobayashi 1980. Amiserica shizumui ingår i släktet Amiserica och familjen Melolonthidae. Inga underarter finns listade i Catalogue of Life.